# Cauvignac
Cauvignac é uma comuna francesa na região administrativa da Nova Aquitânia, no departamento da Gironda. Estende-se por uma área de 5,5 km². Em 2010 a comuna tinha 165 habitantes (densidade: 30 hab./km²).